# Buza Ferraz
Alberto Paulo Ferraz, lepiej znany jako Buza Ferraz (ur. 1 maja 1950  w Rio de Janeiro, zm. 3 kwietnia 2010 w Rio de Janeiro) – brazylijski aktor, reżyser i producent telewizyjny, teatralny i filmowy.

## Życiorys

### Wczesne lata
Urodził się w Rio de Janeiro w tradycyjnej rodzinie Karioka jako pierworodny syn Paulo Ferraza, który w 1985 popełnił samobójstwo. Miał młodszych braci - Antônio Paulo i Hélio. Był absolwentem dziennikarstwa, zanim zdecydował się poświęcić dramaturgii.

### Kariera
W 1969 roku debiutował w musicalu Hair z udziałem Sônii Bragi. Wkrótce także reżyserował. Po raz pierwszy pojawił się w telenoweli Selva de Pedra (1972) jako Júnior. W telenoweli Rede Globo O Rebu (1972) jako Cauê był zawiązany platoniczną miłością z milionerem Conradem Mahlerem.
Był założycielem i dyrektorem Centrum Kultury Espaço Telezoom, którego celem było zapewnienie społeczeństwu zróżnicowanego programu i jakości.

### Życie prywatne
Z pierwszego małżeństwa z aktorką Gildą Guilhon miał dwie córki: Rosário (ur. 1975) i Melissę (ur. 1977). Z drugą żoną Cláudią Mader miał dwóch synów: João (ur. 1982) i Miguela (ur. 1986). W 1986 ożenił się po raz trzeci z Denise Maią, z którą miał syna Antônio Bento (ur. 1990) i wychowywał pasierbicę.
Przez lata walczył z białaczką. Zmarł w wieku 59. lat w Hospital Samaritano w Rio de Janeiro. Przybył do szpitala w stanie nagłego zatrzymania krążenia.

## Filmografia

### Telewizja
- 1972 - Selva de Pedra jako Júnior
- 1974 - O Rebu jako Cauê
- 1980 - Romeo i Julia (Romeu e Julieta) jako Tide
- 1981 - Brilhante jako Cláudio
- 1981 - O Amor É Nosso jako Bruno
- 1982 - Final Feliz jako Paulo
- 1982 - Quem Ama Não Mata jako Lucas
- 1983 - Louco Amor jako Victor
- 1984 - Santa Marta Fabril S.A.
- 1984 - Marquesa de Santos jako Terêncio
- 1985 - De Quina pra Lua jako Pedro
- 1987 - Helena jako Tertuliano
- 1988 - Abolição  jako Antônio da Silva Jardim
- 1989 - República
- 1989 - Kananga do Japão jako Dudu
- 1991 - Meu Marido.... Garcia
- 1992 - Despedida de Solteiro jako Yan
- 1992 - Kamień na kamieniu (Pedra Sobre Pedra) jako Benvindo Soares
- 1995 - Você Decide (odc.: Agora ou Nunca i O Grande Homem)
- 1995 - História de Amor jako Marcos
- 1998 - Labirinto jako Sílvio Fontes Mello
- 2006 - Na kartach życia (Páginas da Vida) jako Ivan
- 2008 - Malhação jako Marcos

### filmy fabularne
- 1984: Patriamada
- 1987: O País dos Tenentes
- 1997: For All - O Trampolim da Vitória
- 1998: Vox Populi
- 2000: Brava Gente Brasileira
- 2002: Viva Sapato!
- 2006: Vestido de Noiva
- 2010: Elvis & Madona